# Frederic W. H. Myers
Frederic William Henry Myers (6 februarie 1843, Keswick, Cumberland – 17 ianuarie 1901, Roma) a fost un poet, clasicist, filolog și un fondator al Societății de Parapsihologie. Activitatea lui Myers în domeniul parapsihologiei și ideile sale despre un „eu subliminal” au fost influente la vremea sa, dar nu au fost acceptate de comunitatea științifică.

## Primii ani
Myers a fost fiul pastorului Frederic Myers (1811-1851) și al celei de-a doua soții a acestuia, Susan Harriet Myers născută Marshall (1811-1896). El era fratele poetului Ernest Myers (1844-1921) și al dr. Arthur Thomas Myers (1851-1894). Bunicul său matern a fost bogatul industriaș John Marshall (1765-1845).
A urmat studii la Cheltenham College și la Trinity College, Cambridge, unde a obținut o licență universitară în 1864 și premii universitare, inclusiv medaliile Bell, Craven, Camden și Chancellor, deși a fost forțat să renunțe la medalia Camden din 1863, în urma acuzațiilor de plagiat. El a lucrat pe post de cercetător la Trinity College din 1865 până în 1874 și lector de limbi clasice în perioada 1865-1869. În 1872 a devenit inspector școlar.
În 1867, Myers a publicat un lung poem, St Paul, care a devenit popular. Poezia includea cuvintele imnului religios Hark what a sound, and too divine for hearing. A urmat apoi în 1882 publicarea cărții The Renewal of Youth and Other Poems. De asemenea, el a scris cărți de critică literară, în special Wordsworth (1881) și Essays, Classical and Modern (în două volume, 1883), care a inclus un eseu despre Vergiliu.

## Viața personală
În tinerețe, Myers a fost implicat în relații homosexuale cu Arthur Sidgwick, cu poetul John Addington Symonds și posibil chiar cu lordul Battersea. El s-a îndrăgostit mai târziu de Annie Eliza, soția vărului său, Walter James Marshall. Relația lui Myers cu soția vărului său a fost studiată de către diferiți cercetători care au încercat să-și dea seama dacă era vorba de o relație sexuală sau platonică. Annie s-a sinucis în septembrie 1876 prin înec.
Scriitorul ocultist britanic Richard Cavendish a menționat că „potrivit propriei sale declarații, el [Myers] a avut înclinații sexuale foarte puternice, pe care le-a cultivat. Acestea păreau să fi fost, în principal, homosexuale în tinerețe, dar în perioada ulterioară s-a spus că era în întregime heterosexual”. În 1880 Myers s-a căsătorit cu Eveleen Tennant (1856-1937), fiica lui Charles Tennant și a Gertrudei Tennant. Au avut doi fii: viitorul romancier Leopold Hamilton Myers (1881-1944) și o fiică. Autorul englez Ronald Pearsall a sugerat că Myers a avut un interes sexual față de tinerele femei medium, scriind: „este cu siguranță adevărat că interesul lui Myers față de tinerele femei medium nu a fost cauzat doar de talentul lor în domeniul spiritismului”.
Cercetătorul H. Trevor Hall a susținut că Myers a avut o aventură cu mediumul Ada Goodrich Freer. Cu toate acestea, biograful Trevor Hamilton a contestat această speculație și a sugerat că Freer se folosea pur și simplu de relația sa cu Myers pentru a obține o poziție în Societatea de parapsihologie. John Grant a sugerat că Myers a fost un afemeiat care era ușor de păcălit și a fost „probabil sedus” de Freer.
Biograful Bart Schultz a scris că „Myers a fost suspectat de tot felul de ciudățenii sexuale și s-a afirmat că privea parapsihologia ca oferindu-i oportunități pentru voyeurism”. El a remarcat, de asemenea, comportamentul ciudat al lui Myers, când a insistat să meargă cu Edmund Gurney și cu soția acestuia în luna lor de miere, chiar și împotriva protestului puternic din partea miresei.
Relație între erotism și interesul lui Myer față de parapsihologie a fost examinată de către profesorul de filosofie Jeffrey J. Kripal.
Biograful Trevor Hamilton l-a apărat pe Myer de acuzațiile de comportament sexual nepotrivit.

## Cercetare psihică

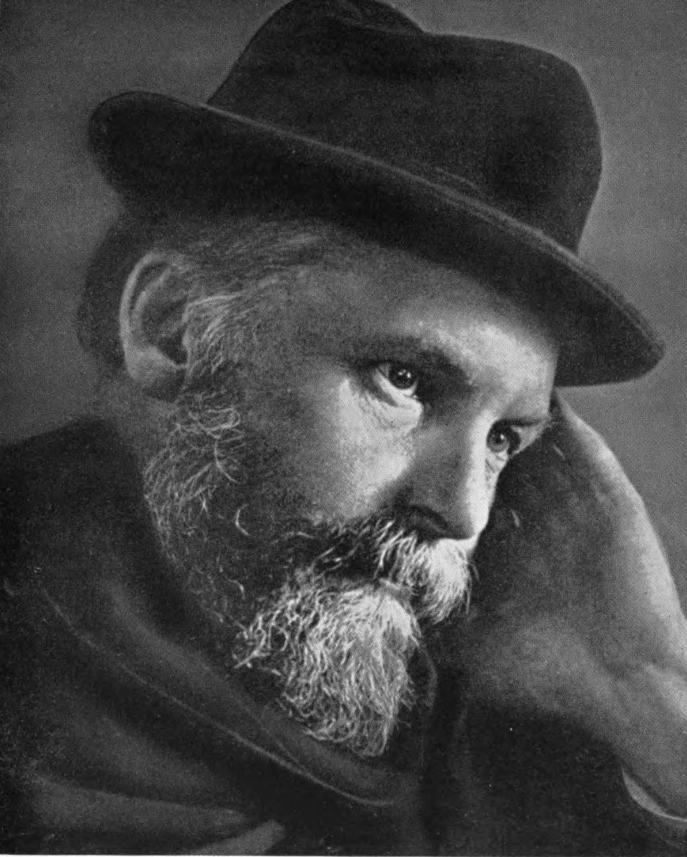
Myers

Myers a fost interesat de parapsihologie și a fost unul dintre membrii fondatori ai Societății de Parapsihologie (SPR) în 1883. El a devenit președintele societății în anul 1900. Ideile psihologice ale lui Myers și teoria eului subliminal nu i-a impresionat pe psihologii contemporani. Psihologii care au împărtășit un interes comun în parapsihologie precum Théodore Flournoy și William James au fost influențați de Myers. Cu toate acestea, potrivit istoricului Janet Oppenheim „nici chiar toți colegii lui Myers din cadrul SPR nu i-au acceptat ipotezele”.
Unii istorici au sugerat că Myers a avut o înclinație puternică pentru paranormal și a urmărit o agendă religioasă secretă. După publicarea studiului On the Origin of Species (1859) al lui Charles Darwin, a fost dificil pentru cei cu o educație științifică să-și păstreze credința în principiile religiei iudeo-creștine. Membrii vechi ai SPR precum Myers și Henry Sidgwick au sperat să rămână atașați spiritualității prin parapsihologie. Parapsihologul Eric Dingwall a scris despre înființarea Societății de Parapsihologie că „Myers, printre alții... a știut că scopul principal al societății nu era experimentarea obiectivă, ci studierea telepatiei”.
Istoricul britanic G. R. Searle a scris că Myers „pierzându-și credința creștină, a căutat un nou tip de religie, care ar putea să-l asigure că moartea nu duce la dispariție”.

### Mediumuri și psihologi
În opoziție cu Richard Hodgson și Eleanor Mildred Sidgwick care considerau că multe mediumuri erau necinstite, Myers a crezut că, deși multe din aceste mediumuri își înșelau clienții, ele puteau produce fenomene spiritiste autentice. Potrivit lui Trevor Hamilton „Myers nu s-a implicat în mod direct în expunerea escrocheriilor spiritiste”.
Neurologul Sebastian Dieguez a comentat că Myers „a fost păcălit puternic de mai multe persoane”.
Shane McCorristine analizează în profunzime în cartea sa Spectres of the Self (2010) criticile aduse cărții Phantasms of the Living.

### Human Personality and Its Survival of Bodily Death
În 1893 Myers a scris o colecție mică de eseuri, Science and a Future Life. În 1903, după moartea lui Myers, a fost compilată și publicată Human Personality and Its Survival of Bodily Death. Lucrarea este structurată în două volume mari cu 1360 de pagini și prezintă o imagine de ansamblu asupra cercetărilor lui Myers cu privire la mintea inconștientă. Myers credea că teoria conștiinței trebuie să facă parte dintr-un model unificat al minții, care derivă din gama completă a experienței umane, incluzând nu doar fenomenele psihologice, ci și o mare varietate de fenomene anormale și „paranormale”. În carte, Myers credea că a furnizat dovezi pentru existența sufletului și supraviețuirea personalității după moarte. Cartea citează cazuri de scriere inconștientă, hipnotism, spiritism, posedare demonică, telechinezie, telepatie.
Cartea lui Myers l-a impresionat puternic pe Aldous Huxley. În 1961, Personalitatea umană a fost republicată cu un cuvânt înainte al lui Huxley.
Revitalizarea interesului pentru ideile lui Myers a fost consemnată în cartea Irreducible Mind (2007) de Emily Williams, Kelly, Alan Gauld și Bruce Greyson.

## Scrieri
- The Renewal of Youth, and Other Poems (1882)
- Phantasms of the Living: Volume 1 (1886)
- Phantasms of the Living: Volume 2 (1886)
- Science and a Future Life: With Other Essays (1893)
- Human Personality and Its Survival of Bodily Death: Volume 1 (1903)
- Human Personality and Its Survival of Bodily Death: Volume 2 (1903)